# Andrij Medvedjev
Andrij Olehovyč Medvedjev, accreditato come Andrei Medvedev dalla ATP (in ucraino Андрій Олегович Медведєв?; Kiev, 31 agosto 1974), è un allenatore di tennis ed ex tennista ucraino.
Ha vinto in totale 321 incontri e ha conquistando 11 titoli del circuito maggiore (tra cui il Master Series di Amburgo, per ben 3 volte).

## Biografia
È fratello minore della tennista Natalija Medvedjeva. Ha intrattenuto una relazione sentimentale con la tennista Anke Huber.
A causa dell'invasione militare russa dell'Ucraina, si è arruolato nell'esercito per contrastare gl'invasori, prestando servizio a Kiev.

## Carriera
Il suo più grande risultato della carriera è arrivato al Roland Garros del 1999: pur non essendo testa di serie, Medvedjev riuscì ad arrivare in finale, eliminando tennisti sulla carta più forti. Nel suo cammino sconfisse tra gli altri Pete Sampras e Gustavo Kuerten, prima di arrendersi in finale ad Andre Agassi, al termine di una partita incredibile: nei primi due set l'ucraino dominò l'americano in maniera imbarazzante, portandosi brevemente sul 6-1 6-2. Nel terzo parziale, sul 4-4, Andrij sprecò una palla break che lo avrebbe portato a servire per l'incontro; da quel momento iniziò la spettacolare rimonta di Agassi, che vinse il terzo set ed i successivi due, portandosi a casa la vittoria.
Si è ritirato dall'attività agonistica nel 2001.

## Caratteristiche tecniche
Molto solido da fondocampo, Medvedjev aveva nella terra battuta la sua superficie preferita: con i suoi poderosi colpi a rimbalzo (più un servizio a tratti devastante) riusciva sui campi rossi a mettere spesso in difficoltà i suoi avversari.

## Statistiche

### Finali del Grande Slam (1)

#### Perse (1)
| Anno | Torneo          | Avversario in finale | Punteggio               |
| 1999 | Open di Francia | Andre Agassi         | 6–1, 6–2, 4–6, 3–6, 4–6 |

### Singolare

#### Vittorie (11)
| Legenda                          |
| Grande Slam (0)                  |
| ATP Tour World Championships (0) |
| Super 9 (4)                      |
| Championship Series (3)          |
| World Series (4)                 |

| Legenda superfici |
| Cemento (2)       |
| Terra (9)         |
| Erba (0)          |
| Sintetico (0)     |

| Nº  | Data              | Torneo                             | Superficie  | Avversario della finale | Risultato                  |
| --- | ----------------- | ---------------------------------- | ----------- | ----------------------- | -------------------------- |
| 1.  | 21 giugno 1992    | ATP Genova, Genova                 | Terra rossa | Guillermo Pérez Roldán  | 6-3, 6-4                   |
| 2.  | 19 luglio 1992    | Stuttgart Open, Stoccarda          | Terra rossa | Wayne Ferreira          | 6-1, 6-4, 6(5)–7, 2-6, 6-1 |
| 3.  | 20 settembre 1992 | Bordeaux Open, Bordeaux            | Terra rossa | Sergi Bruguera          | 6-3, 1-6, 6-2              |
| 4.  | 4 aprile 1993     | Estoril Open, Estoril              | Terra rossa | Karel Nováček           | 6-4, 6-2                   |
| 5.  | 11 aprile 1993    | Torneo Godó, Barcellona            | Terra rossa | Sergi Bruguera          | 6(7)–7, 6-3, 7-5, 6-4      |
| 6.  | 22 agosto 1993    | ATP Volvo International, New Haven | Cemento     | Petr Korda              | 7-5, 6-4                   |
| 7.  | 24 aprile 1994    | Monte Carlo Open, Monte Carlo      | Terra rossa | Sergi Bruguera          | 7-5, 6-1, 6-3              |
| 8.  | 8 maggio 1994     | ATP German Open, Amburgo (1)       | Terra rossa | Evgenij Kafel'nikov     | 6-4, 6-4, 3-6, 6-3         |
| 9.  | 14 maggio 1995    | ATP German Open, Amburgo (2)       | Terra rossa | Goran Ivanišević        | 6-3, 6-2, 6-1              |
| 10. | 25 agosto 1996    | Waldbaum's Hamlet Cup, Long Island | Cemento     | Martin Damm             | 7-5, 6-3                   |
| 11. | 11 maggio 1997    | ATP German Open, Amburgo (3)       | Terra rossa | Félix Mantilla          | 6-0, 6-4, 6-2              |

#### Finali perse (7)
| Legenda superfici |
| Cemento (0)       |
| Terra (5)         |
| Erba (1)          |
| Sintetico (1)     |

| Nº | Data            | Torneo                   | Superficie  | Avversario in finale | Risultato               |
| -- | --------------- | ------------------------ | ----------- | -------------------- | ----------------------- |
| 1. | 20 giugno 1993  | Halle Open, Halle        | Erba        | Henri Leconte        | 2–6, 3–6                |
| 2. | 7 novembre 1993 | Paris Masters, Parigi    | Sintetico   | Goran Ivanišević     | 4–6, 2–6, 6(2)–7        |
| 3. | 3 aprile 1994   | Estoril Open, Estoril    | Terra rossa | Carlos Costa         | 6–4, 5–7, 4–6           |
| 4. | 7 agosto 1994   | ATP Praga, Praga         | Terra rossa | Sergi Bruguera       | 3–6, 4–6                |
| 5. | 14 luglio 1996  | Swedish Open, Båstad (1) | Terra rossa | Magnus Gustafsson    | 1–6, 3–6                |
| 6. | 12 luglio 1998  | Swedish Open, Båstad (2) | Terra rossa | Magnus Gustafsson    | 2–6, 3–6                |
| 7. | 6 giugno 1999   | Open di Francia, Parigi  | Terra rossa | Andre Agassi         | 6–1, 6–2, 4–6, 3–6, 4–6 |

### Doppio

#### Finali perse (1)
| Numero | Data             | Torneo             | Superficie       | Compagno    | Avversari in finale           | Punteggio |
| 1.     | 14 novembre 1999 | Kremlin Cup, Mosca | Sintetico indoor | Marat Safin | Justin Gimelstob Daniel Vacek | 2-6, 1-6  |